# Serie A1 2006-2007 (pallavolo maschile)
La Serie A1 italiana di pallavolo maschile 2006-2007 si è svolta dal 9 settembre 2006 al 17 maggio 2007: al torneo hanno partecipato quattordici squadre di club italiane e la vittoria finale è andata per la nona volta al Volley Treviso.

## Regolamento
Le squadre hanno disputato un girone all'italiana, con gare di andata e ritorno, per un totale di ventisei giornate; al termine della regualar season:
- Le prime otto classificate hanno acceduto ai play-off scudetto, strutturati in quarti di finale, giocati al meglio di due vittorie su tre gare, semifinali e finale, entrambe giocate al meglio di tre vittorie su cinque gare.
- Le ultime due classificate sono retrocesse in Serie A2.

## Squadre partecipanti
Al campionato di Serie A1 2006-07 hanno partecipato quattordici squadre: quelle neopromosse dalla Serie A2 sono state la Taranto Volley, vincitrice del campionato, e la Pallavolo Reima Crema, vincitrice dei play-off promozione; una squadra che ha avuto il diritto di partecipazione, ossia la Pallavolo Reima Crema, ha rinunciato all'iscrizione: questa ha ceduto il titolo sportivo alla M. Roma Volley.
| Club              | Città         | Palazzetto                       | Stagione precedente                                |
| ----------------- | ------------- | -------------------------------- | -------------------------------------------------- |
| Piemonte          | Cuneo         | PalaBreBanca Cuneo               | 4ª in Serie A1; Semifinali play-off scudetto       |
| Top Volley Latina | Latina        | PalaBianchini Latina             | 12ª in Serie A1                                    |
| Lube              | Macerata      | Palasport Fontescodella Macerata | 1ª in Serie A1; Campione d'Italia                  |
| Modena            | Modena        | PalaPanini Modena                | 3ª in Serie A1; Quarti di finale play-off scudetto |
| Gabeca            | Montichiari   | PalaGeorge Montichiari           | 9ª in Serie A1                                     |
| Sempre Padova     | Padova        | PalaFabris Padova                | 11ª in Serie A1                                    |
| Perugia           | Perugia       | PalaEvangelisti Perugia          | 8ª in Serie A1; Quarti di finale play-off scudetto |
| Piacenza          | Piacenza      | PalaBanca Piacenza               | 5ª in Serie A1; Quarti di finale play-off scudetto |
| M. Roma           | Roma          | Palazzetto dello Sport Roma      | -                                                  |
| Taranto           | Taranto       | PalaWojtyla Martina Franca       | 1ª in Serie A2                                     |
| Trentino          | Trento        | PalaTrento Trento                | 6ª in Serie A1; Semifinali play-off scudetto       |
| Treviso           | Treviso       | PalaVerde Villorba               | 2ª in Serie A1; Finale play-off scudetto           |
| BluVolley Verona  | Verona        | PalaOlimpia Verona               | 7ª in Serie A1; Quarti di finale play-off scudetto |
| Callipo           | Vibo Valentia | PalaValentia Vibo Valentia       | 10ª in Serie A1                                    |

## Torneo

### Regular season

#### Risultati
| Prima giornata |                      |     |                                   |
|                |                      |     |                                   |
| 10-09          | Cuneo-Verona         | 3-1 | 18-25, 25-23, 25-23, 26-24        |
| 10-09          | Latina-Treviso       | 3-1 | 25-23, 23-25, 25-23, 25-20        |
| 10-09          | Macerata-Roma        | 0-3 | 21-25, 23-25, 28-30               |
| 11-09          | Padova-Perugia       | 2-3 | 21-25, 20-25, 25-23, 25-22, 17-19 |
| 09-09          | Piacenza-Montichiari | 1-3 | 21-25, 25-15, 23-25, 21-25        |
| 10-09          | Trento-Taranto       | 2-3 | 26-24, 20-25, 16-25, 25-22, 11-15 |
| 10-09          | Vibo Valentia-Modena | 0-3 | 15-25, 21-25, 22-15               |

| Seconda giornata |                       |     |                                   |
|                  |                       |     |                                   |
| 17-09            | Modena-Padova         | 3-0 | 25-21, 26-24, 25-19               |
| 17-09            | Montichiari-Macerata  | 3-1 | 21-25, 25-23, 25-21, 34-32        |
| 17-09            | Perugia-Latina        | 3-0 | 25-23, 25-19, 25-18               |
| 17-09            | Roma-Cuneo            | 3-1 | 25-23, 20-25, 25-21, 25-23        |
| 16-09            | Taranto-Piacenza      | 3-1 | 25-16, 25-18, 28-26               |
| 18-09            | Treviso-Vibo Valentia | 3-0 | 25-18, 25-23, 25-20               |
| 17-09            | Verona-Trento         | 2-3 | 17-25, 19-25, 25-18, 25-17, 21-23 |

| Terza giornata |                      |     |                                   |
|                |                      |     |                                   |
| 20-09          | Cuneo-Taranto        | 3-1 | 21-25, 25-20, 25-19, 25-22        |
| 20-09          | Latina-Montichiari   | 3-2 | 26-28, 25-20, 22-25, 27-25, 15-13 |
| 20-09          | Macerata-Modena      | 3-1 | 31-33, 26-24, 25-22, 25-21        |
| 20-09          | Padova-Treviso       | 0-3 | 22-25, 18-25, 19-25               |
| 20-09          | Piacenza-Roma        | 3-0 | 25-21, 25-20, 25-22               |
| 20-09          | Trento-Perugia       | 0-3 | 15-25, 24-26, 19-25               |
| 20-09          | Vibo Valentia-Verona | 3-0 | 25-23, 25-17, 25-17               |

| Quarta giornata |                        |     |                                   |
|                 |                        |     |                                   |
| 23-09           | Modena-Cuneo           | 2-3 | 26-24, 23-25, 23-25, 25-22, 9-15  |
| 25-09           | Montichiari-Perugia    | 2-3 | 22-25, 23-25, 25-16, 25-23, 13-15 |
| 24-09           | Padova-Macerata        | 2-3 | 23-25, 25-22, 25-15, 17-25, 13-15 |
| 24-09           | Piacenza-Vibo Valentia | 3-0 | 25-20, 25-16, 25-18               |
| 24-09           | Roma-Trento            | 1-3 | 30-32, 22-25, 28-26, 23-25        |
| 24-09           | Taranto-Latina         | 2-3 | 20-25, 25-16, 25-19, 20-25, 11-15 |
| 24-09           | Treviso-Verona         | 3-0 | 27-25, 25-19, 25-22               |

| Quinta giornata |                      |     |                                   |
|                 |                      |     |                                   |
| 01-10           | Cuneo-Latina         | 3-1 | 25-21, 23-25, 25-23, 25-20        |
| 01-10           | Macerata-Piacenza    | 1-3 | 21-25, 25-23, 24-26, 21-25        |
| 01-10           | Modena-Roma          | 3-1 | 22-25, 25-20, 25-22, 29-27        |
| 02-10           | Perugia-Taranto      | 3-2 | 25-20, 27-29, 20-25, 25-23, 15-13 |
| 30-09           | Trento-Treviso       | 3-0 | 25-16, 25-23, 25-21               |
| 01-10           | Verona-Montichiari   | 0-3 | 23-25, 16-25, 19-25               |
| 01-10           | Vibo Valentia-Padova | 1-3 | 13-25, 25-22, 23-25, 22-25        |

| Sesta giornata |                       |     |                                   |
|                |                       |     |                                   |
| 08-10          | Latina-Verona         | 3-1 | 20-25, 25-19, 27-25, 25-18        |
| 08-10          | Macerata-Trento       | 3-2 | 20-25, 25-19, 25-20, 18-25, 15-12 |
| 07-10          | Padova-Cuneo          | 1-3 | 22-25, 31-29, 22-25, 18-25        |
| 09-10          | Piacenza-Modena       | 3-1 | 22-25, 25-17, 25-18, 25-17        |
| 08-10          | Roma-Taranto          | 3-2 | 23-25, 21-25, 25-22, 27-25, 15-13 |
| 08-10          | Treviso-Montichiari   | 3-0 | 25-23, 25-23, 25-21               |
| 08-10          | Vibo Valentia-Perugia | 1-3 | 27-29, 28-26, 22-25, 17-25        |

| Settima giornata |                     |     |                                   |
|                  |                     |     |                                   |
| 15-10            | Cuneo-Vibo Valentia | 3-1 | 25-18, 23-25, 28-26, 25-16        |
| 15-10            | Latina-Macerata     | 3-2 | 16-25, 25-23, 25-23, 25-27, 15-11 |
| 15-10            | Montichiari-Padova  | 3-0 | 25-17, 25-18, 25-22               |
| 16-10            | Perugia-Modena      | 2-3 | 25-20, 21-25, 25-19, 20-25, 8-15  |
| 15-10            | Taranto-Treviso     | 1-3 | 14-25, 25-21, 19-25, 22-25        |
| 15-10            | Trento-Piacenza     | 2-3 | 21-25, 25-21, 19-25, 22-25        |
| 14-10            | Verona-Roma         | 0-3 | 16-25, 26-28, 17-25               |

| Ottava giornata |                      |     |                            |
|                 |                      |     |                            |
| 10-12           | Cuneo-Trento         | 3-1 | 25-19, 25-20, 30-32, 31-29 |
| 10-12           | Macerata-Verona      | 3-0 | 25-12, 25-23, 25-19        |
| 10-12           | Modena-Montichiari   | 3-0 | 25-18, 25-18, 25-23        |
| 10-12           | Padova-Taranto       | 3-1 | 25-19, 25-27, 27-25, 25-21 |
| 10-12           | Piacenza-Perugia     | 3-1 | 25-12, 22-25, 25-14, 27-25 |
| 10-12           | Roma-Treviso         | 3-0 | 25-15, 25-21, 25-19        |
| 10-12           | Vibo Valentia-Latina | 3-1 | 26-24, 25-16, 22-25, 25-20 |

| Nona giornata |                      |     |                                   |
|               |                      |     |                                   |
| 16-12         | Latina-Padova        | 3-1 | 21-25, 25-19, 26-24, 30-28        |
| 18-12         | Montichiari-Roma     | 3-1 | 25-20, 17-25, 25-13, 31-29        |
| 17-12         | Perugia-Cuneo        | 0-3 | 24-26, 25-27, 20-25               |
| 20-12         | Taranto-Modena       | 3-0 | 25-23, 29-27, 25-21               |
| 17-12         | Trento-Vibo Valentia | 3-0 | 25-18, 25-19, 25-19               |
| 17-12         | Treviso-Macerata     | 3-1 | 19-25, 25-20, 25-17, 25-22        |
| 17-12         | Verona-Piacenza      | 2-3 | 26-24, 21-25, 19-25, 25-20, 11-15 |

| Decima giornata |                       |     |                            |
|                 |                       |     |                            |
| 26-12           | Cuneo-Montichiari     | 3-0 | 26-24, 25-21, 25-12        |
| 26-12           | Macerata-Perugia      | 3-1 | 29-31, 25-23, 25-23, 25-17 |
| 26-12           | Modena-Trento         | 3-1 | 25-15, 25-20, 23-25, 28-26 |
| 26-12           | Padova-Verona         | 3-0 | 25-23, 25-19, 25-20        |
| 26-12           | Piacenza-Treviso      | 3-0 | 25-20, 25-20, 25-21        |
| 26-12           | Roma-Latina           | 3-0 | 25-18, 25-16, 25-19        |
| 26-12           | Vibo Valentia-Taranto | 0-3 | 24-26, 23-25, 19-25        |

| Undicesima giornata |                           |     |                                   |
|                     |                           |     |                                   |
| 30-12               | Latina-Piacenza           | 2-3 | 20-25, 27-25, 25-21, 20-25, 13-15 |
| 30-12               | Montichiari-Vibo Valentia | 3-1 | 25-20, 25-17, 20-25, 25-19        |
| 30-12               | Perugia-Roma              | 1-3 | 22-25, 20-25, 25-22, 23-25        |
| 30-12               | Taranto-Macerata          | 3-0 | 25-19, 25-17, 25-19               |
| 30-12               | Trento-Padova             | 3-0 | 25-19, 25-22, 25-23               |
| 30-12               | Treviso-Cuneo             | 3-1 | 23-25, 25-16, 25-19, 25-19        |
| 30-12               | Verona-Modena             | 1-3 | 25-22, 20-25, 20-25, 19-25        |

| Dodicesima giornata |                     |     |                                   |
|                     |                     |     |                                   |
| 07-01               | Cuneo-Macerata      | 3-2 | 25-18, 19-25, 25-23, 19-25, 18-16 |
| 07-01               | Modena-Treviso      | 2-3 | 20-25, 27-29, 25-22, 25-22, 7-15  |
| 07-01               | Padova-Piacenza     | 1-3 | 23-25, 21-25, 25-23, 12-25        |
| 08-01               | Perugia-Verona      | 3-0 | 25-22, 25-18, 25-17               |
| 07-01               | Taranto-Montichiari | 3-2 | 21-25, 26-24, 25-22, 24-26, 15-11 |
| 07-01               | Trento-Latina       | 1-3 | 25-27, 27-25, 23-25, 24-26        |
| 06-01               | Vibo Valentia-Roma  | 0-3 | 24-26, 22-25, 22-25               |

| Tredicesima giornata |                        |     |                                   |
|                      |                        |     |                                   |
| 14-01                | Latina-Modena          | 2-3 | 25-22, 23-25, 19-25, 25-19, 11-15 |
| 14-01                | Macerata-Vibo Valentia | 3-0 | 25-21, 25-20, 25-19               |
| 14-01                | Montichiari-Trento     | 1-3 | 20-25, 20-25, 25-22, 23-25        |
| 14-01                | Piacenza-Cuneo         | 1-3 | 27-25, 21-25, 21-25, 21-25        |
| 14-01                | Roma-Padova            | 3-0 | 25-23, 28-26, 29-27               |
| 14-01                | Treviso-Perugia        | 3-0 | 25-20, 32-30, 28-26               |
| 14-01                | Verona-Taranto         | 3-2 | 25-22, 23-25, 28-26, 17-25, 16-14 |

| Quattordicesima giornata |                      |     |                                  |
|                          |                      |     |                                  |
| 21-01                    | Modena-Vibo Valentia | 3-1 | 18-25, 25-18, 25-19, 25-19       |
| 21-01                    | Montichiari-Piacenza | 3-2 | 25-22, 24-26, 24-26, 25-23, 15-8 |
| 20-01                    | Perugia-Padova       | 3-1 | 25-19, 25-19, 33-35, 26-24       |
| 21-01                    | Roma-Macerata        | 3-0 | 25-23, 25-23, 28-26              |
| 22-01                    | Taranto-Trento       | 3-1 | 25-23, 23-25, 25-21, 25-21       |
| 21-01                    | Treviso-Latina       | 3-1 | 25-20, 21-25, 26-24, 25-13       |
| 21-01                    | Verona-Cuneo         | 3-0 | 25-20, 25-23, 25-20              |

| Quindicesima giornata |                       |     |                            |
|                       |                       |     |                            |
| 28-01                 | Cuneo-Roma            | 0-3 | 23-25, 22-25, 23-25        |
| 28-01                 | Latina-Perugia        | 0-3 | 17-25, 12-25, 18-25        |
| 28-01                 | Macerata-Montichiari  | 1-3 | 28-26, 22-25, 21-25, 21-25 |
| 28-01                 | Padova-Modena         | 0-3 | 13-25, 24-26, 24-26        |
| 29-01                 | Piacenza-Taranto      | 0-3 | 24-26, 22-25, 18-25        |
| 28-01                 | Trento-Verona         | 3-0 | 25-19, 25-23, 25-16        |
| 27-01                 | Vibo Valentia-Treviso | 0-3 | 22-25, 22-25, 19-25        |

| Sedicesima giornata |                      |     |                                  |
|                     |                      |     |                                  |
| 04-02               | Modena-Macerata      | 3-1 | 25-20, 25-21, 21-25, 25-23       |
| 04-02               | Montichiari-Latina   | 3-1 | 25-20, 25-12, 19-25, 25-16       |
| 03-02               | Perugia-Trento       | 1-3 | 25-23, 23-25, 27-29, 31-33       |
| 04-02               | Roma-Piacenza        | 3-1 | 25-20, 22-25, 25-22, 25-21       |
| 04-02               | Taranto-Cuneo        | 2-3 | 22-25, 25-23, 23-25, 25-19, 8-15 |
| 05-02               | Treviso-Padova       | 3-0 | 25-19, 25-23, 25-18              |
| 04-02               | Verona-Vibo Valentia | 1-3 | 19-25, 25-22, 22-25, 21-25       |

| Diciassettesima giornata |                        |     |                                   |
|                          |                        |     |                                   |
| 11-02                    | Cuneo-Modena           | 3-0 | 25-19, 25-17, 25-14               |
| 12-02                    | Latina-Taranto         | 3-1 | 23-25, 25-21, 26-24, 25-21        |
| 10-02                    | Macerata-Padova        | 3-1 | 20-25, 25-21, 25-23, 25-20        |
| 11-02                    | Perugia-Montichiari    | 3-1 | 25-16, 30-28, 23-25, 25-17        |
| 11-02                    | Trento-Roma            | 3-0 | 25-20, 25-21, 25-18               |
| 11-02                    | Verona-Treviso         | 3-1 | 25-19, 19-25, 25-21, 28-26        |
| 10-02                    | Vibo Valentia-Piacenza | 2-3 | 18-25, 27-25, 22-25, 29-27, 13-15 |

| Diciottesima giornata |                      |     |                                   |
|                       |                      |     |                                   |
| 18-02                 | Latina-Cuneo         | 1-3 | 25-16, 25-27, 21-25, 22-25        |
| 18-02                 | Montichiari-Verona   | 3-2 | 25-22, 28-30, 24-26, 25-14, 15-10 |
| 19-02                 | Padova-Vibo Valentia | 2-3 | 25-27, 25-18, 20-25, 25-20, 13-15 |
| 18-02                 | Piacenza-Macerata    | 3-1 | 25-27, 25-20, 25-22, 25-17        |
| 17-02                 | Roma-Modena          | 3-0 | 25-20, 25-19, 25-15               |
| 18-02                 | Taranto-Perugia      | 3-1 | 25-20, 20-25, 25-21, 29-27        |
| 18-02                 | Treviso-Trento       | 3-2 | 21-25, 25-17, 20-25, 25-18, 15-6  |

| Diciannovesima giornata |                       |     |                                   |
|                         |                       |     |                                   |
| 24-02                   | Cuneo-Padova          | 3-1 | 23-25, 25-19, 25-18, 25-21        |
| 24-02                   | Modena-Piacenza       | 0-3 | 22-25, 26-28, 22-25               |
| 25-02                   | Montichiari-Treviso   | 0-3 | 20-25, 21-25, 23-25               |
| 25-02                   | Perugia-Vibo Valentia | 3-0 | 25-22, 25-22, 25-18               |
| 25-02                   | Taranto-Roma          | 3-2 | 25-23, 23-25, 25-22, 23-25, 20-18 |
| 26-02                   | Trento-Macerata       | 3-1 | 25-16, 25-15, 26-28, 25-18        |
| 25-02                   | Verona-Latina         | 3-1 | 25-21, 27-25, 21-25, 25-20        |

| Ventesima giornata |                     |     |                                   |
|                    |                     |     |                                   |
| 11-03              | Macerata-Latina     | 3-0 | 25-18, 25-16, 25-17               |
| 14-03              | Modena-Perugia      | 1-3 | 23-25, 21-25, 26-24, 20-25        |
| 11-03              | Padova-Montichiari  | 3-1 | 25-21, 25-21, 22-25, 25-23        |
| 11-03              | Piacenza-Trento     | 3-1 | 25-21, 16-25, 25-17, 25-21        |
| 11-03              | Roma-Verona         | 3-0 | 25-19, 25-21, 25-21               |
| 11-03              | Treviso-Taranto     | 3-2 | 20-25, 26-24, 24-26, 25-18, 15-12 |
| 11-03              | Vibo Valentia-Cuneo | 1-3 | 27-25, 14-25, 15-25, 21-25        |

| Ventunesima giornata |                      |     |                                   |
|                      |                      |     |                                   |
| 18-03                | Latina-Vibo Valentia | 2-3 | 25-22, 23-25, 25-18, 21-25, 13-15 |
| 17-03                | Montichiari-Modena   | 3-2 | 23-25, 24-26, 25-18, 25-21, 17-15 |
| 07-03                | Perugia-Piacenza     | 3-2 | 25-18, 16-25, 21-25, 25-18, 15-12 |
| 18-03                | Taranto-Padova       | 3-2 | 23-25, 25-16, 20-25, 25-21, 15-9  |
| 18-03                | Trento-Cuneo         | 0-3 | 24-26, 22-25, 20-25               |
| 18-03                | Treviso-Roma         | 1-3 | 25-20, 23-25, 17-25, 21-25        |
| 18-03                | Verona-Macerata      | 3-2 | 25-21, 21-25, 22-25, 26-24, 15-13 |

| Ventiduesima giornata |                      |     |                                   |
|                       |                      |     |                                   |
| 21-03                 | Cuneo-Perugia        | 3-0 | 25-22, 25-19, 25-20               |
| 21-03                 | Macerata-Treviso     | 3-2 | 24-26, 25-21, 25-20, 21-25, 17-15 |
| 22-03                 | Modena-Taranto       | 3-0 | 25-19, 25-23, 27-25               |
| 21-03                 | Padova-Latina        | 3-0 | 25-19, 25-22, 25-19               |
| 21-03                 | Piacenza-Verona      | 3-0 | 25-23, 25-20, 25-22               |
| 21-03                 | Roma-Montichiari     | 3-0 | 25-17, 26-24, 25-23               |
| 21-03                 | Vibo Valentia-Trento | 3-2 | 21-25, 30-28, 16-25, 25-22, 15-9  |

| Ventitreesima giornata |                       |     |                                   |
|                        |                       |     |                                   |
| 25-03                  | Latina-Roma           | 0-3 | 23-25, 21-25, 23-25               |
| 26-03                  | Montichiari-Cuneo     | 3-2 | 26-24, 29-27, 23-25, 17-25, 16-14 |
| 25-03                  | Perugia-Macerata      | 2-3 | 28-26, 21-25, 25-12, 19-25, 17-19 |
| 25-03                  | Taranto-Vibo Valentia | 3-1 | 26-24, 25-16, 24-26, 25-22        |
| 25-03                  | Trento-Modena         | 2-3 | 25-21, 29-31, 25-20, 22-25, 10-15 |
| 24-03                  | Treviso-Piacenza      | 3-0 | 25-20, 25-22, 25-23               |
| 25-03                  | Verona-Padova         | 3-1 | 25-18, 25-16, 21-25, 25-21        |

| Ventiquattresima giornata |                           |     |                                   |
|                           |                           |     |                                   |
| 01-04                     | Cuneo-Treviso             | 3-1 | 25-20, 20-25, 25-19, 25-22        |
| 04-04                     | Macerata-Taranto          | 3-2 | 25-22, 28-26, 22-25, 18-25, 16-14 |
| 02-04                     | Modena-Verona             | 3-0 | 25-20, 26-24, 25-23               |
| 01-04                     | Padova-Trento             | 1-3 | 17-25, 23-25, 25-21, 20-25        |
| 01-04                     | Piacenza-Latina           | 3-1 | 25-22, 25-15, 24-26, 25-20        |
| 31-03                     | Roma-Perugia              | 3-2 | 31-29, 24-26, 20-25, 30-28, 18-16 |
| 01-04                     | Vibo Valentia-Montichiari | 3-1 | 20-25, 25-22, 25-21, 25-23        |

| Venticinquesima giornata |                     |     |                                   |
|                          |                     |     |                                   |
| 07-04                    | Latina-Trento       | 0-3 | 22-25, 18-25, 22-25               |
| 07-04                    | Macerata-Cuneo      | 3-0 | 25-21, 25-22, 25-23               |
| 07-04                    | Montichiari-Taranto | 3-2 | 20-25, 22-25, 25-16, 25-20, 15-13 |
| 07-04                    | Piacenza-Padova     | 3-2 | 22-25, 25-17, 26-24, 22-25, 15-11 |
| 07-04                    | Roma-Vibo Valentia  | 3-0 | 27-25, 25-15, 25-23               |
| 07-04                    | Treviso-Modena      | 3-0 | 25-20, 25-21, 25-18               |
| 07-04                    | Verona-Perugia      | 0-3 | 17-25, 16-25, 20-25               |

| Ventiseiesima giornata |                        |     |                                   |
|                        |                        |     |                                   |
| 11-04                  | Cuneo-Piacenza         | 3-2 | 22-25, 25-21, 21-25, 25-19, 18-16 |
| 11-04                  | Modena-Latina          | 3-1 | 16-25, 25-18, 25-11, 25-21        |
| 11-04                  | Padova-Roma            | 3-1 | 23-25, 25-16, 26-24, 25-22        |
| 11-04                  | Perugia-Treviso        | 3-2 | 25-23, 25-17, 26-28, 23-25, 15-12 |
| 11-04                  | Taranto-Verona         | 3-1 | 25-19, 18-25, 25-23, 25-18        |
| 11-04                  | Trento-Montichiari     | 0-3 | 22-25, 20-25, 28-30               |
| 11-04                  | Vibo Valentia-Macerata | 3-1 | 28-26, 19-25, 25-17, 25-23        |

#### Classifica
| Pos. | Squadra           | Pt | G  | V  | P  | SV | SP | Ratio | PF    | PS    | Ratio |
| ---- | ----------------- | -- | -- | -- | -- | -- | -- | ----- | ----- | ----- | ----- |
| 1.   | Piemonte          | 57 | 26 | 20 | 6  | 64 | 37 | 1.729 | 2 388 | 2 231 | 1.070 |
| 2.   | M. Roma           | 56 | 26 | 19 | 7  | 63 | 29 | 2.172 | 2 223 | 2 094 | 1.061 |
| 3.   | Treviso           | 50 | 26 | 17 | 9  | 59 | 37 | 1.594 | 2 218 | 2 101 | 1.055 |
| 4.   | Piacenza          | 49 | 26 | 17 | 9  | 60 | 44 | 1.363 | 2 381 | 2 249 | 1.058 |
| 5.   | Modena            | 45 | 26 | 15 | 11 | 54 | 45 | 1.200 | 2 243 | 2 221 | 1.009 |
| 6.   | Perugia           | 43 | 26 | 15 | 11 | 56 | 47 | 1.191 | 2 411 | 2 314 | 1.041 |
| 7.   | Taranto           | 43 | 26 | 13 | 13 | 59 | 51 | 1.156 | 2 488 | 2 422 | 1.027 |
| 8.   | Trentino          | 41 | 26 | 12 | 14 | 53 | 49 | 1.081 | 2 331 | 2 307 | 1.010 |
| 9.   | Gabeca            | 40 | 26 | 14 | 12 | 52 | 52 | 1.000 | 2 368 | 2 336 | 1.013 |
| 10.  | Lube              | 34 | 26 | 12 | 14 | 50 | 55 | 0.909 | 2 373 | 2 394 | 0.991 |
| 11.  | Top Volley Latina | 24 | 26 | 8  | 18 | 38 | 65 | 0.584 | 2 206 | 2 400 | 0.919 |
| 12.  | Sempre Padova     | 23 | 26 | 6  | 20 | 36 | 64 | 0.562 | 2 207 | 2 346 | 0.940 |
| 13.  | Callipo           | 22 | 26 | 8  | 18 | 33 | 64 | 0.515 | 2 088 | 2 297 | 0.909 |
| 14.  | BluVolley Verona  | 19 | 26 | 6  | 20 | 29 | 67 | 0.432 | 2 050 | 2 263 | 0.905 |

| Qualificata ai play-off scudetto | Retrocessa in Serie A2 |

### Play-off scudetto

#### Tabellone
|  | Quarti di finale | Quarti di finale | Quarti di finale | Quarti di finale | Quarti di finale |   |         | Semifinali | Semifinali | Semifinali | Semifinali | Semifinali | Semifinali | Semifinali |  |  | Finali | Finali   | Finali | Finali | Finali | Finali | Finali |
|  |                  |                  |                  |                  |                  |   |         |            |            |            |            |            |            |            |  |  |        |          |        |        |        |        |        |
|  | 1                | Piemonte         | 2                | 3                | 3                |   |         |            |            |            |            |            |            |            |  |  |        |          |        |        |        |        |        |
|  | 8                | Trentino         | 3                | 2                | 2                |   |         |            |            |            |            |            |            |            |  |  |        |          |        |        |        |        |        |
|  | 8                | Trentino         | 3                | 2                | 2                |   | 1       | Piemonte   | 3          | 1          | 1          | 0          |            |            |  |  |        |          |        |        |        |        |        |
|  |                  |                  |                  |                  |                  |   | 1       | Piemonte   | 3          | 1          | 1          | 0          |            |            |  |  |        |          |        |        |        |        |        |
|  |                  | 4                | Piacenza         | 1                | 3                | 3 | 3       |            |            |            |            |            |            |            |  |  |        |          |        |        |        |        |        |
|  | 4                | 4                | Piacenza         | 1                | 3                | 3 | 3       | Piacenza   | 3          | 3          |            |            |            |            |  |  |        |          |        |        |        |        |        |
|  | 4                |                  |                  |                  |                  |   |         | Piacenza   | 3          | 3          |            |            |            |            |  |  |        |          |        |        |        |        |        |
|  | 5                | Modena           | 0                | 1                |                  |   |         |            |            |            |            |            |            |            |  |  |        |          |        |        |        |        |        |
|  |                  |                  |                  |                  |                  |   |         |            |            |            |            |            |            |            |  |  | 4      | Piacenza | 1      | 2      | 0      |        |        |
|  |                  |                  | 3                | Treviso          | 3                | 3 | 3       |            |            |            |            |            |            |            |  |  |        |          |        |        |        |        |        |
|  | 3                | Treviso          | 3                | 3                |                  |   |         |            |            |            |            |            |            |            |  |  |        |          |        |        |        |        |        |
|  | 6                | Perugia          | 2                | 1                |                  |   |         |            |            |            |            |            |            |            |  |  |        |          |        |        |        |        |        |
|  | 6                | Perugia          | 2                | 1                |                  | 3 | Treviso | 3          | 3          | 3          |            |            |            |            |  |  |        |          |        |        |        |        |        |
|  |                  |                  |                  |                  |                  | 3 | Treviso | 3          | 3          | 3          |            |            |            |            |  |  |        |          |        |        |        |        |        |
|  |                  | 2                | M. Roma          | 2                | 2                | 1 |         |            |            |            |            |            |            |            |  |  |        |          |        |        |        |        |        |
|  | 2                | 2                | M. Roma          | 2                | 2                | 1 | M. Roma | 3          | 3          |            |            |            |            |            |  |  |        |          |        |        |        |        |        |
|  | 2                |                  |                  |                  |                  |   | M. Roma | 3          | 3          |            |            |            |            |            |  |  |        |          |        |        |        |        |        |
|  | 7                | Taranto          | 1                | 1                |                  |   |         |            |            |            |            |            |            |            |  |  |        |          |        |        |        |        |        |

#### Risultati
| Quarti di finale |                 |     |                                   |
|                  |                 |     |                                   |
| 15-04            | Cuneo-Trento    | 2-3 | 25-23, 22-25, 20-25, 25-17, 20-22 |
| 15-04            | Piacenza-Modena | 3-0 | 25-18, 25-21, 25-19               |
| 14-04            | Roma-Taranto    | 3-1 | 25-19, 24-26, 25-19, 31-29        |
| 14-04            | Treviso-Perugia | 3-2 | 25-16, 22-25, 25-16, 26-28, 16-14 |

| 18-04 | Trento-Cuneo    | 2-3 | 20-25, 24-26, 38-36, 25-19, 8-15 |
| 18-04 | Modena-Piacenza | 1-3 | 21-25, 25-17, 25-27, 25-27       |
| 17-04 | Taranto-Roma    | 1-3 | 21-25, 25-20, 20-25, 23-25       |
| 17-04 | Perugia-Treviso | 1-3 | 23-25, 25-22, 18-25, 26-28       |

| 22-04 | Cuneo-Trento | 3-2 | 31-29, 22-25, 25-13, 22-25, 15-12 |

| Semifinali |                |     |                                  |
|            |                |     |                                  |
| 25-04      | Cuneo-Piacenza | 3-1 | 23-25, 25-22, 25-15, 26-24       |
| 24-04      | Roma-Treviso   | 2-3 | 25-23, 25-18, 20-25, 18-25, 8-15 |

| 29-04 | Piacenza-Cuneo | 3-1 | 33-31, 21-25, 25-20, 25-19 |
| 28-04 | Treviso-Roma   | 3-1 | 16-25, 25-20, 25-18, 25-18 |

| 01-05 | Cuneo-Piacenza | 1-3 | 30-32, 22-25, 25-20, 23-25 |
| 01-05 | Roma-Treviso   | 1-3 | 26-28, 20-25, 25-22, 16-25 |

| 04-05 | Piacenza-Cuneo | 3-0 | 25-18, 25-19, 26-24 |

| Finale |                  |     |                                   |
|        |                  |     |                                   |
| 10-05  | Treviso-Piacenza | 3-1 | 18-25, 25-21, 25-23, 25-17        |
| 13-05  | Piacenza-Treviso | 2-3 | 23-25, 25-16, 25-27, 25-20, 10-15 |
| 15-05  | Treviso-Piacenza | 3-0 | 25-19, 25-21, 25-16               |

## Verdetti
| Squadra          | Qualificazione           |
| ---------------- | ------------------------ |
| Treviso          | Champions League 2007-08 |
| Piacenza         | Champions League 2007-08 |
| Piemonte         | Champions League 2007-08 |
| M. Roma          | Coppa CEV 2007-08        |
| Modena           | Challenge Cup 2007-08    |
| Callipo          | Serie A2 2007-08         |
| BluVolley Verona | Serie A2 2007-08         |

## Premi individuali
| Premio               | Nome               | Squadra          |
| -------------------- | ------------------ | ---------------- |
| Miglior allenatore   | Daniele Bagnoli    | Treviso          |
| Miglior Under-23     | Gabriele Maruotti  | BluVolley Verona |
| Miglior pubblico     | -                  | Gabeca           |
| Miglior arbitro      | Massimo Menghini   | -                |
| Miglior realizzatore | Anderson Rodrigues | Taranto          |
| Miglior ricezione    | Damiano Pippi      | Perugia          |
| Miglior servizio     | Simone Tiberti     | Gabeca           |
| Miglior attaccante   | Murilo Endres      | Modena           |
| Miglior centrale     | Luigi Mastrangelo  | M. Roma          |
| Miglior servizio     | Frantz Granvorka   | Taranto          |
| Miglior muro         | Stefan Hübner      | Trentino         |
| Miglior attaccante   | Anderson Rodrigues | Taranto          |

## Statistiche
| Rendimento individuale | Rendimento individuale | Rendimento individuale | Rendimento individuale |
| Pos.                   | Nome                   | Punti                  | Squadra                |
| ---------------------- | ---------------------- | ---------------------- | ---------------------- |
| 1                      | Anderson Rodrigues     | 511                    | Taranto                |
| 2                      | Jan Štokr              | 501                    | Perugia                |
| 3                      | Alessandro Fei         | 450                    | Treviso                |
| 4                      | André Nascimento       | 441                    | Trentino               |
| 5                      | Mauro Gavotto          | 431                    | Gabeca                 |
| 6                      | Frantz Granvorka       | 407                    | Taranto                |
| 7                      | Hristo Zlatanov        | 403                    | Piacenza               |
| 8                      | Ivan Miljković         | 485                    | Lube                   |
| 9                      | Murilo Endres          | 366                    | Modena                 |
| 9                      | Ángel Dennis           | 366                    | Lube                   |

| Attacchi vincenti | Attacchi vincenti  | Attacchi vincenti | Attacchi vincenti |
| Pos.              | Nome               | Punti             | Squadra           |
| ----------------- | ------------------ | ----------------- | ----------------- |
| 1                 | Anderson Rodrigues | 449               | Taranto           |
| 2                 | Jan Štokr          | 419               | Perugia           |
| 3                 | Alessandro Fei     | 380               | Treviso           |
| 3                 | André Nascimento   | 380               | Trentino          |
| 5                 | Mauro Gavotto      | 375               | Gabeca            |
| 6                 | Hristo Zlatanov    | 346               | Piacenza          |
| 7                 | Ivan Miljković     | 338               | Lube              |
| 8                 | Frantz Granvorka   | 322               | Taranto           |
| 9                 | Christian Pampel   | 314               | Sempre Padova     |
| 10                | Osvaldo Hernández  | 307               | M. Roma           |

| Muri vincenti | Muri vincenti     | Muri vincenti | Muri vincenti |
| Pos.          | Nome              | Punti         | Squadra       |
| ------------- | ----------------- | ------------- | ------------- |
| 1             | Stefan Hübner     | 91            | Trentino      |
| 2             | Martin Lébl       | 81            | Perugia       |
| 3             | Marco Piscopo     | 72            | Sempre Padova |
| 4             | Vigor Bovolenta   | 69            | Piacenza      |
| 5             | Renato Felizardo  | 67            | Taranto       |
| 6             | Gustavo Endres    | 64            | Treviso       |
| 7             | Luigi Mastrangelo | 61            | M. Roma       |
| 8             | Igor Omrčen       | 60            | Piemonte      |
| 9             | Rodrigo Santana   | 59            | Lube          |
| 10            | Andrea Sala       | 56            | Gabeca        |

| Battute vincenti | Battute vincenti   | Battute vincenti | Battute vincenti |
| Pos.             | Nome               | Punti            | Squadra          |
| ---------------- | ------------------ | ---------------- | ---------------- |
| 1                | Frantz Granvorka   | 53               | Taranto          |
| 2                | Jan Štokr          | 50               | Perugia          |
| 2                | Renato Felizardo   | 50               | Taranto          |
| 4                | Anderson Rodrigues | 42               | Taranto          |
| 5                | Dömötör Mészáros   | 39               | Gabeca           |
| 5                | André Nascimento   | 39               | Trentino         |
| 7                | Igor Omrčen        | 38               | Piemonte         |
| 8                | Andrea Sartoretti  | 37               | Modena           |
| 9                | Alessandro Fei     | 36               | Treviso          |
| 10               | Ángel Dennis       | 35               | Lube             |

| Ricezioni perfette | Ricezioni perfette | Ricezioni perfette | Ricezioni perfette |
| Pos.               | Nome               | Punti              | Squadra            |
| ------------------ | ------------------ | ------------------ | ------------------ |
| 1                  | Goran Vujević      | 388                | Perugia            |
| 2                  | Björn Andrae       | 378                | Sempre Padova      |
| 3                  | Damiano Pippi      | 356                | Perugia            |
| 4                  | Giuseppe Patriarca | 355                | Taranto            |
| 4                  | Maurizio Latelli   | 355                | Top Volley Latina  |
| 6                  | Michał Winiarski   | 348                | Trentino           |
| 7                  | Andrea Bari        | 344                | Trentino           |
| 8                  | Alessandro Farina  | 334                | Treviso            |
| 9                  | Leonel Marshall    | 326                | Piacenza           |
| 10                 | Marco Vicini       | 323                | Taranto            |

NB: I dati sono riferiti esclusivamente alla regular season.